# Machaonia williamsii
Machaonia williamsii är en måreväxtart som beskrevs av Paul Carpenter Standley. Machaonia williamsii ingår i släktet Machaonia och familjen måreväxter.
Artens utbredningsområde är Peru. Inga underarter finns listade i Catalogue of Life.